# Listă de companii din Statele Unite ale Americii
Aceasta este o listă de companii din SUA.

### 0-9
- 3M

### A
- Abercrombie & Fitch
- Adobe Systems
- Aetna
- Alcoa
- Amazon.com
- AMD
- American Airlines
- American Express
- Amgen
- Anheuser-Busch
- Apple Computer
- AT&T
- Austin Air Systems Ltd.
- Avaya
- Avon

### B
- Bechtel Corporation
- Berkshire Hathaway
- Blockbuster Inc.
- Boeing
- Burger King

### C
- Caterpillar Inc.
- ChevronTexaco
- Citigroup
- Cisco Systems
- Clear Channel Communications
- Coca-Cola (The Coca-Cola Company)
- Colgate-Palmolive
- Comcast
- Computer Associates
- ConocoPhillips
- Continental Airlines
- Costco

### D
- Deere & Company
- Dell, Inc.
- Delta Airlines
- Disney (The Walt Disney Company)
- Dow Chemical
- DuPont (E.I. du Pont de Nemours)

### E
- Eastman Kodak
- eBay
- EDS
- Electronic Arts
- Eli Lilly and Company
- ExxonMobil

### F
- FedEx
- Fidelity Investments
- Ford Motor Company

### G
- General Dynamics
- General Electric
- General Mills
- General Motors
- Goldman Sachs
- Goodyear Tire and Rubber Company
- Google

### H
- Halliburton
- Hasbro
- Hewlett-Packard
- Home Depot

### I
- IBM (International Business Machines)
- Intel
- International Paper

### J
- Johnson & Johnson
- J. P. Morgan Chase

### K
- Kellogg
- Kimberly-Clark
- KPMG
- Kroger

### L
- Lehman Brothers
- Lockheed Martin

### M
- Marathon Oil
- Mars Incorporated
- MMC
- Martha Stewart Living Omnimedia
- Mattel
- McDonald's
- Merck & Co., Inc.
- Merrill Lynch
- Microsoft
- Morgan Stanley
- Motorola

### N
- NBCUniversal
- NCR Corporation
- Nike
- Northrop Grumman

### O
- Office Depot
- Oracle Corporation

### P
- PepsiCo
- Pfizer
- PriceWaterhouse Coopers
- Procter & Gamble

### Q
- Qwest

### R
- Raytheon
- Red Hat

### S
- Safeway Inc.
- Southwest Airlines
- Sprint Nextel
- Staples
- Starbucks
- Subway (restaurant)
- Sun Microsystems

### T
- Target Corporation
- Texas Instruments
- Time Warner

### U
- Unisys
- United Airlines
- United Parcel Service
- United Technologies Corporation

### V
- Valero Energy
- Verizon
- Viacom

### W
- Walgreens
- Washington Mutual
- Wal-Mart
- Wendy's
- Whole Foods Market

### X
- Xerox

### Y
- Yahoo!
- Yum! Brands, Inc.